# Rava
Vous lisez un « bon article » labellisé en 2012.
Pour les articles homonymes, voir Rava (homonymie).
La Rava est une race ovine française originaire du Massif central, et plus précisément de la chaîne des Puys dans le Puy-de-Dôme. Elle se caractérise par sa toison blanche aux mèches longues et à la laine jarreuse et grossière, et à sa tête nue marquée de taches noires. Cette race est particulièrement rustique et bien adaptée à l'élevage dans les conditions parfois difficiles de son berceau d'origine. Elle permet d'ailleurs d'entretenir à moindre frais les paysages du parc naturel régional des volcans d'Auvergne, lorsqu'elle est envoyée en estive. Elle est élevée en race pure ou en croisement, afin d'améliorer la conformation de ses agneaux destinés au marché du Sud-Est de la France. Elle a failli disparaître, absorbée par les croisements avec des races bouchères qui visaient à améliorer sa conformation, mais semble aujourd'hui en mesure d'être préservée, avec environ 33 000 à 40 000 brebis en 2000.

## Origine et historique

### Origine du nom
Selon les auteurs, le nom de la race s'écrit Rava, en tant que nom propre invariable ou, indifféremment, Rava ou Ravat et en l'accordant au pluriel. L'appellation ravat oriente vers l'origine du terme : ravat, de même que rabas, rabat, ravas, est en effet un mot dialectal occitan utilisé dans le sud-est de la France (Provence, Dauphiné, Cévennes, Forez, et peut-être aussi Auvergne) pour désigner entre autres un « mouton à laine grossière et pendante, commun dans le Piémont, la Lombardie et la Savoie ; la peau de ce mouton ». Le terme ravat est aussi repris avec cette signification par d'anciens auteurs pour désigner une population ovine grossière du sud-est et du Piémont.
Un autre sens du mot occitan ravat est intéressant à considérer, à savoir celui d'un animal, le blaireau : en effet le terme blaireau dans ce cas particulier renvoie à des races ovines offrant une panachure faciale particulière en noir et blanc et dénommées en anglais badger face sheep (moutons à face de blaireau) même si la panachure irrégulière de la Rava d'aujourd'hui est différente de celle de ses congénères britanniques chez lesquelles le caractère badgerface a été fixé.

### Origines de la race

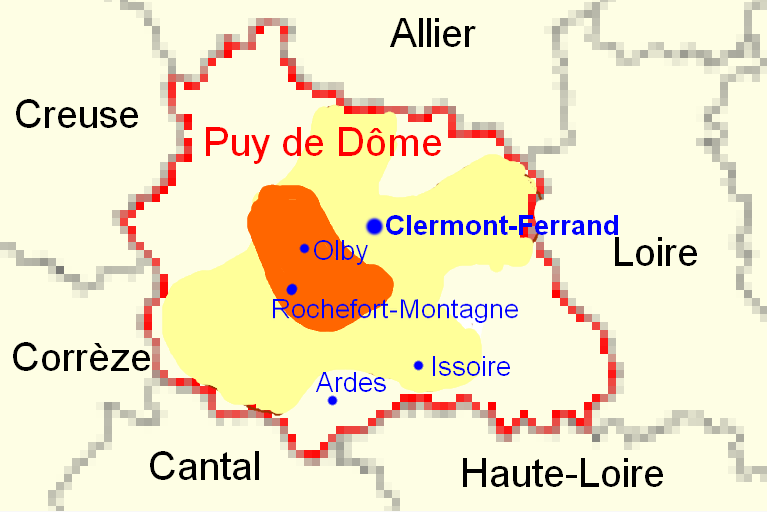
Aires de dominance (ocre) et de présence (jaune) de la Rava en 1965

La Rava est originaire de la chaîne des Puys dans le Puy-de-Dôme. Elle était autrefois particulièrement représentée aux alentours d'Olby, qui est considéré comme le berceau de la race. La carte géographique publiée en 1965 par Quittet montre ce qu'étaient l'aire de dominance et l'aire de présence de la race dans le Puy-de-Dôme à cette date. C'est donc une race de montagne, qui passe l'été en estive dans des pâturages situés entre 1 200 et 1 500 m d'altitude, et redescend vers des zones de moindre altitude l'hiver.
André Sanson, zootechnicien et morphologiste de la deuxième moitié du XIXe siècle, est l'auteur d'une classification des races ovines dont les regroupements ont conservé une certaine pertinence. Il décrit une « race du plateau central » qu'il désignait zoologiquement Ovis aries arvernensis dans laquelle il distinguait plusieurs variétés : l'auvergnate incluant différents types dont la Rava qui est présentée en tant que type ou sous-variété dans le Puy-de-Dôme, la Marchoise en Creuse, la Limousine en Haute-Vienne, la Saintongeoise dans les Charentes et la Bizet en Haute-Loire (la Noire du Velay autrefois appelée Mouton de Bains y est ignorée). La mise en parallèle de la diffusion de ce groupe ethnique avec les migrations de peuples celtes n'est pas vérifiée et ne repose sur aucun fondement sérieux, même si l'intérêt que cette mention peut susciter ait conduit à y faire référence dans des notices de présentation de ces races.
En fait, le constat qui peut être tiré de la lecture de divers textes d'anciens auteurs qui ont traité de la Rava ou des « moutons ravas » est que ceux-ci ont longtemps constitué une population ovine très composite et métissée dont les traits dominants étaient une « constitution grossière » associée à une « très grande rusticité et frugalité ». L'origine qui a été donnée du terme rava la confirme aussi dans cette identité originelle. En 1911, dans son livre de zootechnie ovine, Paul Diffloth fait état de la Rava dans les termes suivants : « Dans le Puy de Dôme, existait une variété locale dite Rava exploitée principalement entre Volvic, Rochefort, Pontgibaut. De petite taille, le Rava rustique et peu exigeant présentait une conformation ample et trapue. La tête petite, à chanfrein droit, était ornée de cornes développées ; la toison, d'un poids de 1,5 kg, était très grossière et fort longue ; les moutons pesaient 25 à 30 kilogrammes. Cette population ovine s'est mélangée avec les moutons de la Corrèze et du Haut-Limousin, où les ovins assez réputés se distinguaient par la présence d'un cercle noir autour des yeux ; des béliers des Causses de Larzac ont même été importés, de sorte que le contingent ovin de l'Auvergne est des plus mélangés et des moins définis ». En 1983, Quittet et Franck écrivaient encore : « Faut-il à propos des Ravas, parler de race ou seulement de population ? On peut en discuter. »
Race ou population, l'originalité et l'identité de la Rava se sont forgées autour de son exceptionnelle rusticité et de ses qualités maternelles,. La situation a failli changer à partir des années 1950 quand il fut décidé de croiser les brebis avec des béliers de races bouchères pour améliorer la conformation des agneaux sans conserver en nombre suffisant des femelles de renouvellement. Les animaux issus de croisements avec notamment la Charmoise et la Southdown n'étaient pas adaptés au milieu difficile dans lequel vit la race et celle-ci manqua alors de disparaître. Il arrivait cependant que des agneaux de cette race très précoce saillissent les brebis avant d'être abattus, ce qui a permis de conserver un noyau d'animaux de race pure. Ces croisements se sont arrêtés dans les années 1970, et la race se développe lentement depuis, dans ses montagnes d'origine.
L'association des éleveurs de Rava, créée en 1971, a joué un rôle important dans ce renouveau et dans la sélection de la race qui a alors commencé à s'organiser. Ainsi, la section Rava de l'UPRA Races ovines des massifs est créée en 1973, et le standard de la race est défini en 1975. Un centre d'élevage pour les béliers destinés à la reproduction est mis en place l'année suivante, et les prémices d'une base de sélection sont posées en 1986. Depuis, la race bénéficie d'un schéma de sélection fonctionnel, et les effectifs sont repartis à la hausse pour atteindre 33 000 à 40 000 brebis en 2000, suivant les estimations,.

## Description

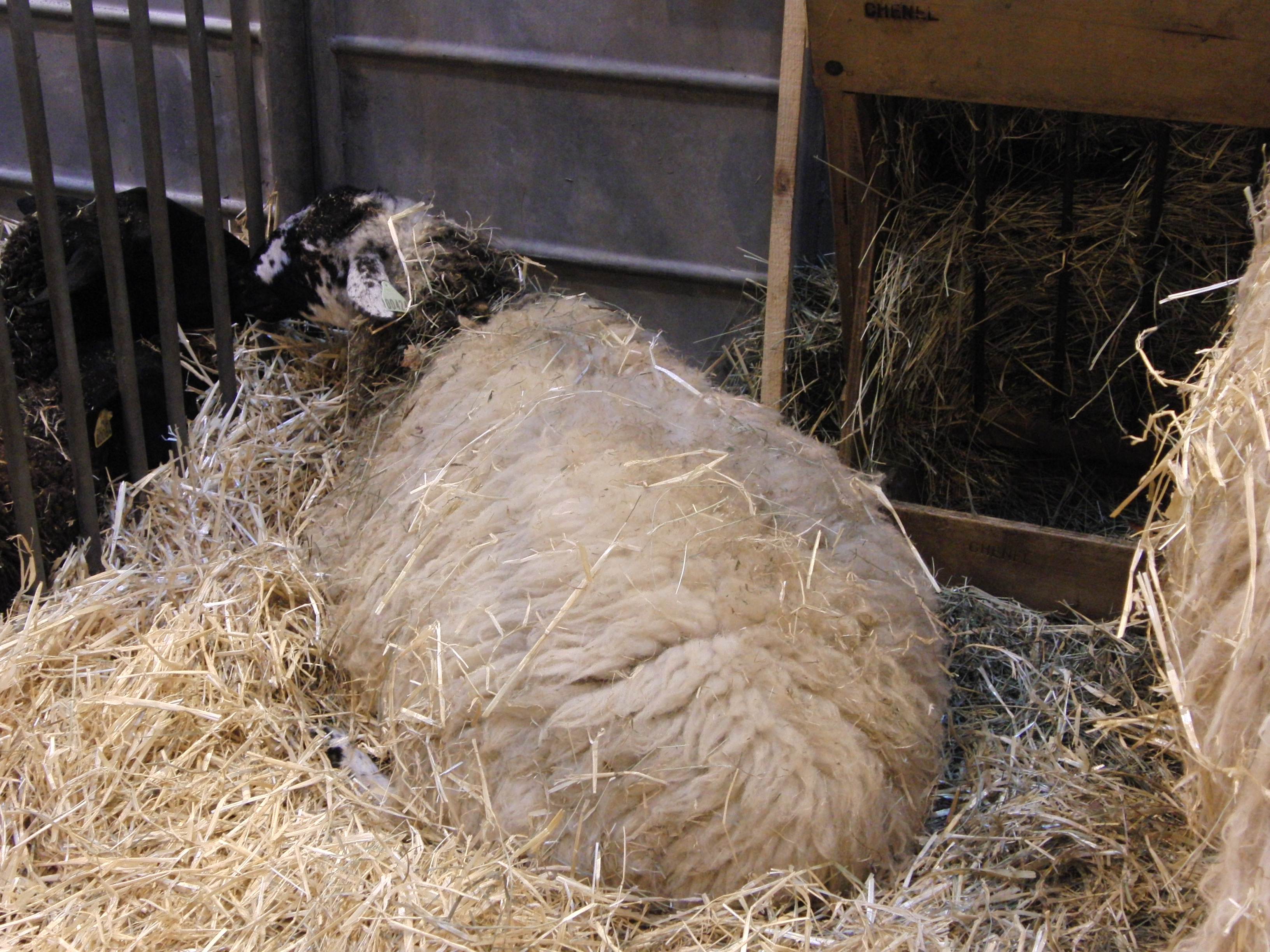
Brebis Rava au Salon international de l'agriculture de 2011.

Voici le standard officiel de la race, tel qu'il est présenté dans l'ouvrage de Gilles Perret sur les races ovines en 1986 :

- Tête : plutôt fine, sans laine, marquée de taches noires, parfois roussâtres qui tantôt se limitent au pourtour des yeux tantôt s'étendent jusqu'à envahir presque complètement la face ; front un peu bombé, cornes rares, surtout chez la brebis; oreilles moyennes et portées horizontalement ; yeux peu saillants ; chanfrein à profil légèrement busqué.
- Encolure: cou long et mince.
- Tronc : dos droit, lombes larges
- Queue : à attache effacée
- Ossature : fine.
- Membres : toujours marqués de tâches de même couleur que celles de la tête
- Laine : jarreuse, grossière, à brins longs. Toison blanche, assez souvent mélangée de touffes brunes ou gris foncé, à mèches longues, ouvertes, s'arrêtant très au-dessus du genou et du jarret, dégageant la nuque et le dessous du ventre.
- Taille: moyenne. Brebis adulte : 50 à 60 kg, Béliers adultes : 70 à 85 kg.

Dans les années 2000, les poids présentés par l'UPRA Races Ovines des Massifs, chargée de la sélection de la race, sont un peu supérieurs, avec 60 et 75 kg pour les brebis et entre 80 et 100 kg pour les mâles, à relier vraisemblablement à des objectifs et des résultats de sélection visant à accroître le format de la race.

## Sélection

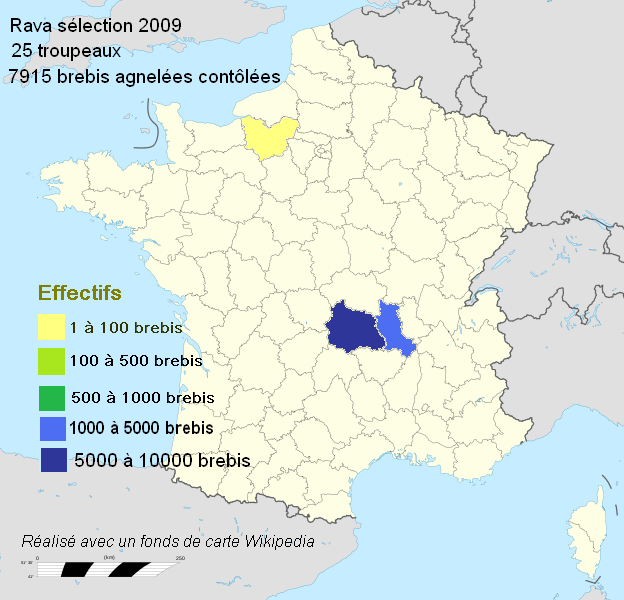
Répartition des brebis Rava en contrôle des performances en 2009,.

Le schéma de sélection de la race est géré par un organisme de sélection (OS) dénommé ROM Sélection (pour Races Ovines de Massifs - Sélection) . Cette dénomination s'est substituée à l’UPRA des Races Ovines des Massifs. Cet organisme s’occupe conjointement de six races ovines rustiques du Massif central : la Blanche du Massif central, la Limousine, la Grivette, la Rava, la Noire du Velay et la Bizet. La section Rava de cet OS gère le livre généalogique de la race et fixe les objectifs de sélection. Ceux-ci visent notamment à améliorer la production laitière des brebis, leur format, leur prolificité et leur résistance à la tremblante du mouton.
En 2009, 25 troupeaux étaient inscrits au contrôle des performances. Ils détenaient 7 915 brebis agnelées contrôlées réparties comme indiqué dans la carte ci-jointe (24 troupeaux et 8 030 brebis en 2010, dont 20 troupeaux et 7 809 brebis inscrits à l'OS, avec la même répartition). Elle peut également compter sur le centre d'élevage de jeunes béliers de Riom, qui regroupe chaque année 40 à 50 béliers choisis selon leur ascendance et contrôle leurs performances, afin de sélectionner les meilleurs pour approvisionner la coopérative d'insémination artificielle.
La race Rava est, dans son groupe des six Races ovines de Massifs, après la Blanche du Massif central, celle qui a le plus de brebis soumises au contrôle des performances : 8 030 brebis agnelées dans 24 troupeaux, en 2010. Dans un contexte général de diminution de l'élevage ovin en France depuis 1980, c'est aussi une de celles dont la base de sélection s'est relativement bien maintenue :
| Race                      | 2010             | 2010 | 2009             | 2009 | 2000             | 2000 | 1990             | 1990 | 1980             | 1980 |
| Race                      | nombre de brebis | rang | nombre de brebis | rang | nombre de brebis | rang | nombre de brebis | rang | nombre de brebis | rang |
| ------------------------- | ---------------- | ---- | ---------------- | ---- | ---------------- | ---- | ---------------- | ---- | ---------------- | ---- |
| Blanche du Massif central | 24 432           | 2    | 26 244           | 2    | 38 800           | 1    | 40 485           | 1    | 23 641           | 5    |
| Rava                      | 8 030            | 10   | 7 915            | 10   | 8 895            | 14   | 7 874            | 14   | 4 344            | 18   |
| Limousine                 | 6 510            | 13   | 7 168            | 12   | 12 756           | 8    | 14 003           | 8    | 21 597           | 6    |
| Noire du Velay            | 6 207            | 14   | 6 424            | 14   | 9 314            | 13   | 6 553            | 15   | 5 855            | 15   |
| Grivette                  | 6 000            | 16   | 5 872            | 16   | 6 989            | 17   | 4 802            | 18   | 39               | 39   |
| Bizet                     | 3 319            | 21   | 3 161            | 21   | 4 139            | 19   | 3 211            | 19   | 2 458            | 20   |

## Aptitudes

### Rusticité
La Rava se caractérise principalement par sa rusticité, en rapport avec une valeur adaptative à son milieu d'élevage très contraignant : ressources alimentaires de qualité en quantité très limitée, fourrages souvent grossiers, hivernage long. C'est une des races ovines rustiques françaises les plus adaptées à la valorisation de fourrages grossiers, les plus divers et les moins conventionnels fournis par la flore naturelle locale, des feuillages d'arbres aux plantes herbacées. Si l'alimentation se fait rare, la Rava est réputée pour mobiliser ses réserves corporelles avec une grande facilité, avant de les reconstituer en période plus favorable. C'est une très bonne marcheuse habituée aux parcours montagnards d'Auvergne parfois escarpés. Sa toison grossière à mèches longues lui offre une bonne protection face aux intempéries. Une brebis produit 1,8 kg de cette laine par an, quand un mâle en produit 2,5 kg. Toutefois cette production n'a que très peu d'intérêt économique, car la laine, autrefois la première source de textile, a été largement supplantée par les matières synthétiques. Par ailleurs la laine de Rava, grossière et colorée, est de qualité médiocre pour être filée. Elle est utilisée à d'autres fins, comme isolant par exemple.

### Les qualités maternelles
La Rava est réputée pour ses très bonnes qualités maternelles. Elle agnèle sans difficultés. Elle s'occupe bien de ses agneaux tout en offrant une bonne capacité d'adoption d'autres agneaux. Ses aptitudes laitières sont bonnes au regard de son mode alimentaire, et elle parvient facilement à élever ses agneaux. Le poids à âge-type de 30 jours (PAT 30 j) qui est un indicateur du potentiel laitier des brebis estimé au travers du croît des agneaux sur cette période est livré dans le tableau ci dessous :
|            | simples  | simples | doubles  | doubles | triples et plus |
| mâles      | femelles | mâles   | femelles |         | triples et plus |
| ---------- | -------- | ------- | -------- | ------- | --------------- |
| moyenne    | 12,5     | 11,8    | 10,2     | 9,6     | 8,4             |
| effectif   | 1 260    | 1 308   | 1 614    | 1 722   | 107             |
| écart-type | 2,6      | 2,2     | 2,1      | 2,0     | 1,7             |

#### Reproduction
La Rava est une race assez prolifique. Les résultats du contrôle de performance révèle que la prolificité lors de mise-bas après œstrus naturel s'est élevée à 149,4 % pour des mises bas de brebis de plus de 19 mois (sur 8 323 mises-bas ), et à 130,8 % pour des mises bas de brebis de moins de 19 mois (sur 1 028 mises-bas). C'est par ailleurs une brebis dotée d'une forte précocité sexuelle, puisque les femelles ont leur premier œstrus vers 4 mois et peuvent mettre bas dès l'âge de 12 mois. C'est aussi une brebis qui se désaisonne très facilement, et naturellement. Ainsi les agnelages sont relativement étalés au cours de l'année, avec un nombre significatif d'agnelages en août et septembre, ce qui induit une lutte au printemps et au début d'été, qui n'est pas la saison de reproduction classique des moutons.

#### Croissance des agneaux
La race Rava est une race sélectionnée essentiellement sur ses qualités maternelles. En conséquence les résultats du contrôle de croissance des agneaux entre 30 et 70 jours d'âge concernent un nombre d'animaux trop faible pour être significatifs.

## Élevage
Le système d'élevage classique d'un troupeau de brebis Rava s'appuie sur une mise à la reproduction au printemps, voire sur deux périodes de lutte (automne et printemps) avec un rythme de reproduction qui, selon les exploitations, peut être accéléré (trois agnelages en deux ans). En 2009 comme en 2010, 21 % des brebis inscrites à l'Organisme de sélection ont agnelé deux fois dans l'année,. Du fait de sa facilité de désaisonnement, la reproduction se fait pratiquement sans induction de l'œstrus par utilisation de traitements hormonaux, et ce quelle que soit la saison. De mai à octobre, les brebis sont envoyées en estive à des altitudes allant de 1 200 à 1 500 m.
Les agneaux Rava alimentent les filières du Sud-Est de la France et sont très majoritairement abattus à Lyon ou dans le Vaucluse. Ce sont des agneaux légers, de conformation moyenne, qui sont abattus entre 30 et 38 kg à un âge variant entre 110 et 120 jours. Ils sont assez bien valorisés du fait de leur ossature fine et donc du bon rendement en viande des carcasses, et de la présence modérée de gras. Ils peuvent être commercialisés sous les labels « Agneau de l’Adret » ou « Terre d’Agneaux ».
Pour améliorer la conformation de ces agneaux, les brebis peuvent être croisées avec des béliers de race bouchère. Ainsi, trois types d'élevages sur le terrain peuvent être observés, à l'instar de ce qui existe ailleurs en système ovin de montagne et de piémont avec race rustique :
- les sélectionneurs conduisant leur troupeau en race pure ;
- les multiplicateurs, qui produisent des brebis F1 à partir de brebis Rava croisées avec des béliers Île-de-France ;
- les producteurs d'agneaux terminaux qui croisent les brebis F1 ainsi obtenues avec d'autres béliers à fortes aptitudes bouchères pour obtenir des agneaux de boucherie[9].

Dans son berceau, la Rava est liée au parc naturel régional des volcans d'Auvergne. Elle permet d'entretenir les estives, qui sont trop souvent à l'abandon et ont tendance à s'enfricher. Sa rusticité en fait une race parfaite pour maintenir le paysage ouvert dans cette région au climat rude.

## Répartition
Originaire des contreforts de la chaîne des Puys dans le Puy-de-Dôme, la répartition de la race n'a que très peu évolué depuis, et c'est toujours dans cette partie du Massif central qu'elle est la plus présente. Ainsi, 85 % des 33 000 brebis recensées en 2000 étaient situées en Auvergne, avec une grande majorité dans le Puy-de-Dôme et quelques éleveurs dans l'Allier. Une concentration particulièrement forte de cette brebis est observée dans un triangle entre Olloix, Rochefort-Montagne et Chapdes-Beaufort, proche du berceau de la race. Elle s'est tout de même un peu exportée au fil du temps, et a notamment été adoptée par des éleveurs des monts du Livradois et du Forez, voire plus à l'est dans les monts du Lyonnais et jusqu'en Bresse. À l'ouest, elle est bien implantée en Corrèze. Elle est également un peu présente dans le Nord de l'Hérault.

## La Rava dans la culture
La Rava est une race emblématique de sa région d'origine qui est souvent évoquée avec sa tête noire et blanche caractéristique dans les descriptions de l'Auvergne du début du siècle. Un troupeau de Rava est par exemple mentionné dans le livre de l'écrivain auvergnat Jean Anglade Pays oublié. Pour certains la Rava symbolise bien les montagnes auvergnates, car elle est, aux dires d'un agriculteur se confiant à Daniel Brugès : « comme les gens de ces montagnes : économe, résistante, têtue et ne reculant devant rien, même devant la misère ».